# Xainza (Marskrater)
Xainza ist ein am 14. September 2006 registrierter Krater auf dem Mars mit einem Durchmesser von rund 24 Kilometer.
Benannt wurde der Krater nach dem Verwaltungskreis Xainza des Regierungsbezirks Nagqu im Autonomen Gebiet Tibet der Volksrepublik China.